# 안뜰 (해부학)
안뜰(vestibule) 또는 전정은 내이에 있는 뼈 미로(bony labyrinth)의 중앙 부분이며 고막 내측, 달팽이관 뒤, 세 개의 반고리관 앞에 위치한다.
이름은 문자 그대로 현관을 의미하는 라틴어 vestibulum에서 유래되었다.

## 같이 보기
- 둥근주머니
- 타원주머니
- 안뜰신경
- 안뜰기관

## 참조
이 문서는 현재 퍼블릭 도메인에 속하는 그레이 해부학 제20판(1918) page 1047의 내용을 기초로 작성된 글이 포함되어 있습니다.